# Guy Chambers
Guy Antony Chambers (Londen, 12 januari 1963) is een Engelse songschrijver en platenproducer. Hij is songschrijver van onder anderen Robbie Williams.

## Biografie
Voor Chambers samenwerkte met Robbie Williams, speelde hij in een aantal bands, waaronder de groep World Party, en was hij werkzaam als producer. In 1992 vormde hij met zijn twee broers de band The Lemon Trees. De band bracht één album uit, genaamd 'Open Book'.

## Samenwerking met Robbie Williams
Chambers werd schrijver voor Williams toen hij uit de band Take That stapte. Hij schreef een groot deel van de nummers op de eerste vijf soloalbums van Williams, waaronder de nummers Rock DJ, Millennium, Angels, Sexed Up, Feel en Let Me Entertain You. Voor de albums Escapology en I've Been Expecting You schreef hij alle nummers. Voor dat laatstgenoemde album kreeg hij ook een prijs.
In 2002 stopte Williams de samenwerking met Chambers, maar al snel werd deze opnieuw aangehaald. In 2005, toen Williams startte aan zijn album Intensive Care, werd de samenwerking opnieuw beeindigd. Williams begon een samenwerking met andere muziekschrijvers, onder wie Stephen Duffy en de Pet Shop Boys. In 2007 maakten Williams en Chambers samen een cover van het nummer Lola van The Kinks voor een verzamelalbum ter ere van het vijftigjarig bestaan van BBC's Radio 1.

## Overige activiteiten
Chambers schreef naast muziek voor Williams voor verschillende andere artiesten, waaronder Will Young, Texas en Andrea Bocelli. Daarnaast schrijft Chambers muziek voor films zoals Finding Nemo en ondersteunde hij Natasha Bedingfield en Kylie Minogue bij het maken van albums. Voor het album Back to Bedlam van James Blunt, schreef hij het nummer Tears and Rain. Voor de Oostenrijkse muzikant Trickster, hij schreef de tekst van het lied Thank Fuck It's Christmas en de schone versie Praise Be It's Christmas (namen de teksten het op tegen problematische factoren van dat jaar).